# Maureen McGovern
 (février 2020).
Si vous disposez d'ouvrages ou d'articles de référence ou si vous connaissez des sites web de qualité traitant du thème abordé ici, merci de compléter l'article en donnant les références utiles à sa vérifiabilité et en les liant à la section « Notes et références ».
Maureen McGovern est une chanteuse et actrice américaine née le 27 juillet 1949 à Youngstown en Ohio.

## Discographie

### Singles
- 1973 : The Morning After
- 1973 : I Won't Last a Day Without You
- 1974 : Nice to Be Around
- 1974 : Give Me a Reason to Be Gone
- 1974 : We May Never Love Like This Again
- 1975 : Even Better Than I Know Myself
- 1975 : Love Songs Are Getting Harder to Sing
- 1976 : The Continental
- 1978 : Can You Read My Mind
- 1978 : Very Special Love
- 1979 : Different Worlds
- 1979 : Can't Take My Eyes off You
- 1980 : We Coul Have It All
- 1980 : Bottom Line
- 1981 : Halfway Home
- 1987 : I Could Have Been a Sailor
- 1988 : The Same Moon
- 1992 : You Belong To Me
- 1996 : Any Place I Hang My Hat Is Home

## Filmographie
- 1974 : La Tour infernale : la chanteuse de l'inauguration
- 1979 : The Christmas Song
- 1980 : Y a-t-il un pilote dans l'avion ? : la religieuse.
- 1982 : Y a-t-il enfin un pilote dans l'avion ? : la religieuse.
- 1987 : The Tracey Ullman Show : la mère (1 épisode)
- 1996-1997 : Duckman: Private Dick/Family Man : Ajax (3 épisodes)
- 1997 : The Infinite Power Workout (1 épisode)
- 1998 : Pacific Blue : Dr Berg (1 épisode)
- 2000 : Beyond Belief: Fact or Fiction : Mme Hatchagin (1 épisode)
- 2000 : Joseph, le roi des rêves : Rachel
- 2001 : The Cure for Boredom : la serveuse
- 2006 : The Morning After Story
- 2015 : American Songbook at NJPAC (1 épisode)